# Chen Si
Chen Si (chinois simplifié : 陈思 ; chinois traditionnel : 陳思) est un Chinois réputé pour avoir empêché plus de 300 personnes de se suicider depuis le Grand pont de Nankin sur le Yangtsé, à Nankin,.

## Biographie
Le Grand pont de Nankin sur le Yangtsé est connu pour être un lieu de suicide réputé en Chine. Chen Si « patrouille » régulièrement depuis 2003 sur le pont pour dissuader des personnes de se jeter dans le fleuve, en leur apportant une écoute et de l'aide.

## Postérité
Un documentaire sur Chen Si intitulé Angel of Nanjing (2016) a été réalisé par Jordan Horowitz et Frank Ferendo.